# ルイ・フィリペ・クーニャ・コレイア
ネネ（Nené）こと、ルイ・フィリペ・クーニャ・コレイア（Rui Filipe Cunha Correia 、1995年6月10日 - ）は、ポルトガル・サンタ・クルス・ダ・グラシオーザ出身のプロサッカー選手。ヤギエロニア・ビャウィストク所属。ポジションは、ミッドフィールダー。

## 来歴
2014年8月31日、セグンダ・リーガのファレンセ戦でプロデビューを果たした。
2019年6月11日、プリメイラ・リーガのサンタ・クララと3年契約を結んだ。